# William Pleydell-Bouverie, III conte di Radnor
William Pleydell-Bouverie, III conte di Radnor (11 maggio 1779 – 9 aprile 1869), è stato un nobile inglese.

## Biografia
Era il figlio di Jacob Pleydell-Bouverie, II conte di Radnor, e di sua moglie, Anne Duncombe.

## Carriera
Fu il primo esponente della sua famiglia ad entrare nella Camera dei comuni per Downton, fino al 1801, e per Salisbury nel 1802. Nel 1801 ricoprì la carica di luogotenente del Berkshire.
Il 31 marzo 1803 venne promosso a capitano del Berkshire Militia e capitano del Berkshire Yeomanry nel 1805. Nel 1812 venne promosso a tenente colonnello.
Nel 1828 successe al padre e nel 1839 fu deputato per Wiltshire.

## Matrimoni

### Primo Matrimonio
Sposò, il 2 ottobre 1801, Lady Catherine Pelham-Clinton (6 aprile 1776-17 maggio 1804), figlia di Henry Pelham-Clinton, conte di Lincoln. Ebbero due figlie:
- Lady Catherine Pleydell-Bouverie (8 luglio 1801–21 febbraio 1875), sposò Edward Pery Buckley, ebbero sei figli;
- figlia nata morta (2 maggio 1804).

### Secondo Matrimonio
Sposò, il 24 maggio 1814, Judith Anne St John-Mildmay (2 aprile 1790-27 aprile 1851), figlia di sir Henry St John-Mildmay. Ebbero sei figli:
- Jacob Pleydell-Bouverie, IV conte di Radnor (18 settembre 1815–11 marzo 1889);
- Ann Maria Pleydell-Bouverie (16 gennaio 1817–18 luglio 1825);
- Edward Pleydell-Bouverie (26 aprile 1818–16 dicembre 1889), sposò Elizabeth Anne Balfour, ebbero cinque figli;
- Lady Jane Harriet Pleydell-Bouverie (1819–7 giugno 1903), sposò William Ellice, non ebbero figli;
- Lady Mary Pleydell-Bouverie (22 dicembre 1825–24 ottobre 1900), sposò James Wilde, I barone Penzance, non ebbero figli;
- figlio nato morto (26 giugno 1832).

## Morte
Morì il 9 aprile 1869.